# Dol pri Trebnjem
Dol pri Trebnjem este o localitate din comuna Trebnje, Slovenia, cu o populație de 74 de locuitori.